# Eligio Cedeño
Eligio Cedeño (* 1. Dezember 1964 in Caracas, Venezuela) war bis zu seiner Flucht in die USA Bankmanager der CEDEL-Gruppe in Venezuela.
2007 wurde er seitens der Behörden in seinem Heimatland strafbarer Währungstransfers bezichtigt. Er soll rund 27 Millionen US-Dollar illegal eingeführt haben, die er mit einem angeblichen Kauf von Computern zu verschleiern suchte, die Venezuela allerdings nie erreichten.
In der lateinamerikanischen Presse wurden die Vorgänge bisweilen als „Microstar-Affäre“ bezeichnet, wobei die rechtliche Würdigung bis heute umstritten ist. Während seine Anwälte, insbesondere der international tätige Robert Amsterdam, eine Pressekampagne mit dem Ziel starteten, Cedeno als politischen Gefangenen darzustellen, befürwortete die venezolanische Regierung  eine lange Haftstrafe. Hintergrund scheint die hohe Inflation in Venezuela zu sein, in deren Folge es im Dezember 2009 zu einer Währungsreform kam. Bei der Bewertung der Ursachen für die Währungsschwierigkeiten wurde auch eine mögliche Beteiligung an womöglich unrechtmäßigen Dollar-Transfers von Eligio Cedeno untersucht. Da nach 630 Tagen im Gefängnis noch kein Gerichtsverfahren eingeleitet worden war, wurde er im Dezember 2009 von einer Richterin, die über die Fortdauer der Haft entschied, auf freien Fuß gesetzt. Anschließend verließ er Venezuela und lebt heute in den USA.
Die Vorgänge um Eligio Cedeno sind auf dem Hintergrund der politischen Veränderungen in Lateinamerika zu betrachten. In Venezuela wie in weiteren sieben südamerikanischen Ländern etablieren sich in den letzten Jahren sozialistische Regierungen, die bisher im Gegensatz zur jüngeren Geschichte in Lateinamerika noch nicht durch Rechtsputsch beseitigt wurden. Die Regierung Hugo Chávez in Venezuela, die 2003 den Versuch eines Staatsstreichs überstand, verfolgt eine Politik der Distanzierung von den USA bei gleichzeitiger Annäherung der sozialistischen lateinamerikanischen Staaten.
| Personendaten    | Personendaten           |
| ---------------- | ----------------------- |
| NAME             | Cedeño, Eligio          |
| KURZBESCHREIBUNG | venezolanischer Bankier |
| GEBURTSDATUM     | 1. Dezember 1964        |
| GEBURTSORT       | Caracas                 |